# Isaac Albeniz
Isaac Manuel Francisco Albéniz i Pascual (29 tháng 5 năm 1860 - 18 tháng 5 năm 1909) là nghệ sĩ chơi piano người Tây Ban Nha đồng thời là nhà soạn nhạc nổi tiếng với các tác phẩm mang âm hưởng nhạc dân gian dành cho piano.
Sinh ra tại Camprodon, thuộc xứ Catalonia, Tây Ban Nha, Albéniz được xem là thần đồng bởi ông từng trình tấu ở độ tuổi lên 4. Lên 7 tuổi ông thi đậu vào Nhạc viện Paris nhưng lại bị từ chối cho vào học bởi ông làm vỡ một cánh cửa kính của nhạc viện trong lúc chơi với quả bóng của mình. Đến tuổi 15 ông đã đi biểu diễn quốc tế.
Năm 1876 ông học ở Brussel, trước đó ông có học một thời gian ngắn ở Nhạc viện Leipzig.
Năm 1880 ông đến thọ giáo Franz Liszt tại Budapest nhưng lúc đó Liszt lại đang ở Weimar, Đức.
Năm 1883 ông làm học trò của nhà soạn nhạc Felipe Pedrell, là người có công khuyến khích Albéniz viết các tác phẩm về Tây Ban Nha như Suite Española, Op. 47. Trong đó đoạn thứ 5 "Asturias" (Leyenda) là bài tập guitar cổ điển quen thuộc ngày nay, cũng như nhiều tác phẩm khác của Albéniz, mặc dù nguyên thủy nó được viết cho dương cầm. Người chuyển soạn các tác phẩm của Albéniz sang cho guitar cổ điển nổi tiếng nhất là Francisco Tárrega, Albéniz cũng từng công nhận ông thích các bản chuyển soạn của Tárrega.
Năm 1883 ông cưới một học trò của mình là Rosina Jordana và có với nhau 3 người con: Blanca (chết năm 1886), Laura (sau này là một họa sĩ) và Alfonso (chơi bóng cho Real Madrid đầu thập niên 1900 sau đó trở thành nhà ngoại giao). Năm 1900 Albéniz bắt đầu mắc bệnh viêm thận mạn tính.
Albéniz sống ở London và Paris trong thập niên 1890, chủ yếu viết các tác phẩm cho sân khấu. Từ 1900 ông trở lại viết nhạc cho dương cầm. Từ 1905 đến khi ông mất năm 1909 là giai đoạn ông viết tác phẩm nổi tiếng nhất của mình, tổ khúc Iberia (1908).
Các tác phẩm ông viết dành cho dàn nhạc gồm có Spanish Rhapsody (1887) và Catalonia (1899).
Albéniz mất ngày 18 tháng 5 năm 1909 ở tuổi 48 tại Cambo-les-Bains được mai táng ở nghĩa trang Sudoest, Barcelona.
Cécilia Sarkozy, vợ cũ của đương kim tổng thống Pháp Nicolas Sarkozy, là chắt của Isaac Albéniz.
Người ta đã làm phim về Albéniz năm 1947 dựa vào cuộc đời thật của ông.
- Trích từ "Rhymes Becquer" Isaac Albéniz
- Toàn bộ bản của "Rhymes Becquer" Isaac Albéniz

## Thấn thế và sự nghiệp[1]

### Xuất thân và thời thơ ấu
Isaac Manuel Francisco Albéniz sinh vào ngày 29 tháng 5 năm 1860 ở Camprodon, Catalunya, Gerona, phía đông nam của Tây Ban Nha. Từ nhỏ cậu bé đã nổi tiếng là thần đồng piano. Albéniz lần đầu tiên biểu diễn tại Barcelona khi mới 4 tuổi. Hai năm sau, cậuu được mẹ mình đưa đến Paris để học với Antoine François Marmontel, vị giáo sư nổi tiếng của Nhạc viện Paris, trong vòng 9 tháng. Dù đã rất cố gắng, Albéniz đã không được nhận vào nhạc viện. Lý do thì là một trong hai ý kiến sauː
- Khi đó, Albéniz quá nhỏ.
- Albéniz đã làm vỡ cửa sổ khi chơi bóng nên dù đỗ cũng không được nhận vào.

Albéniz đành trở về Tây Ban Nha. Sau khi trở về quê nhà, cậu đã cho xuất bản tác phẩm đầu tiên, Marcha Militar.
Vào năm 1868, gia đình Albéniz chuyển đến sống tại thành phố Madrid. Tại đó, cậu bé Albéniz học nhạc tại Trường Âm nhạc và Thơ ca quốc gia, nay là Nhạc viện Hoàng gia Madrid. Tài năng xuất chúng của cậu bé này được người Tây Ban Nha xem là chuyện lạ. Người ta đã không khỏi không so sánh cậu với Wolfgang Amadeus Mozart. Tuy thế, không lâu sau, cậu cảm thấy thiếu kiên nhẫn trong chuyện học hành. Chán nản và nổi loạn, Albéniz đã có hành động bột phát hơn cái tuổi của cậuː bỏ nhà ra đi. Có một câu chuyện cho rằng Albéniz đã mạo hiểm đi tàu sẽ cho ta câu trthuyền vé lậu đến Argentina khi mới chỉ có 12 tuổi. Tại đó, Albéniz chơi nhạc trong các quán cà phê cho đến khi đủ khả năng để tổ chức các buổi hòa nhạc lớn, đem cho cậu một món tiền lớn để cậu tiếp tục cuộc hành trình đến Cuba, Puerto Rico và Hoa Kỳ. Theo một số nhà nghiên cứu như Gilbert Chase và một số người khác, Albéniz đã phải làm việc ở bến cảng khi đặt chân đến New York, đồng thời chơi piano tại một số quán gần khu cảng. Cậu đã thu hút công chúng bằng cách đứng quay lưng lại và chơi piano bằng mu bàn tay. Với màn biểu diễn ấn tượng này, cậuu lại có một món hời lớn, đủ cho cậu đến San Francisco và trở về châu Âu.
Thực tế là Albéniz biểu diễn lần đầu tiên tại châu Mỹ vào năm 1875, khi đó là mùa xuân. Địa điểm biểu diễn tại Puerto Rico. Từ đó ông sang Cuba biểu diễn tiếp và cuối cùng là trở về Tây Ban Nha. Còn việc liệu Albéniz có lậu vé để đến Tân Thế giới hay không thì chi tiết sau từ các tài liệu đáng tin cậy sẽ cho ta câu trả lời đáng tin cậyː Cha của cậu bé được điều đến làm việc tại Havana vào tháng 4 năm 1875 và Albéniz rời khỏi châu Âu vào ngày 30 tháng đó. Albéniz đã biểu diễn một ngày trước khi người cha của cậu khởi hành. Vậy thì có thể kết luận rằng Albéniz đã đi cùng cha mình trong chuyến đi dài đầu đời đó. Vậy thì không có chuyện vé lậu nào đó ở đây. (Có thể câu chuyện vé lậu đó chỉ là giai thoại để nói về tài năng của Albéniz).
Sau khi trở về quê nhà, Albéniz đã biểu diễn ở nhiều nơi như Barcelona, Valencia và Salamanca. Nhận ra tài năng của mình đang ngày càng mai một và con đường từ một thần đồng trở thành một nghệ sĩ thực thụ không phải chỉ chứa hoa hồng, Albéniz bắt đầu học âm nhạc tại Nhạc viện Leipzig vào tháng 5 năm 1876 với hy vọng có tiếng là một học viên của một ngôi trường danh tiếng. Ở đó, cậu học piano với Louis Maas và học sáng tác với Salomon Jadassohn. Tuy nhiên, bởi lý do tài chính, bất đồng ngôn ngữ và sự khắt khe của những người thầy, Albéniz lại trở về Tây Ban Nha sau 2 tháng sinh sống tại Leipzig.
Thật may cho Albéniz. Cuối năm 1876, nhờ sự đỡ đầu của bá tước Guillermo Morphy, cậu có nguồn trợ cấp để học tại Nhạc viện Brussels và đã tốt nghiệp hạng nhất vào năm 1879.

### Thời thanh niên
Sau khi tốt nghiệp tại Nhạc viện Brussels, Albéniz bắt đầu một chuyến lưu diễn khắp châu Âu.
Mong ước lớn nhất của chàng trai Albéniz đó là có thể gặp nhà soạn nhạc lão làng Franz Liszt. Vì vậy, Albéniz đã đi từ Brussels đến Budapest để gặp nhà soạn nhạc lớn đương thời. Nhiều tài liệu cho rằng Albéniz đă học nhạc ở Liszt từ 6 tháng đến 2 năm và họ đã tới Rome và Weimar. Tuy nhiên, theo một đoạn nhật ký của chính Albéniz, được trích dẫn bởi Miguel Raux Deledicque, cho biết Albéniz chỉ lưu lại ở Budapest có 7 ngày và gặp Liszt có đúng một lần duy nhất vào ngày 18 tháng 8 năm 1880. Sau đó thì Liszt đã rời Budepest đến Rome, Albéniz đã không đi theo. Tuy nhiên, dòng nhật ký cũng không thật sự đáng tin bởi ngày 18 tháng 8 năm đó thì Liszt đã ở Weimar rồi và có lẽ nhà soạn nhạc trẻ người Tây Ban Nha chưa từng gặp ông. Có lẽ dòng nhật ký trên chỉ là cách để nhà soạn nhạc trẻ làm vừa lòng người cha của mình, người chu cấp tiền bạc cho chuyến đi.
Sau chuyến đi đó, Albéniz trở về Tây Ban Nha và tiếp tục các buổi biểu diễn trong nước. Ông cũng đảm đương công việc quản lý tại một công ty du lịch. Trong khoảng thời gian này, 3 vở zarzuela của Albéniz đã ra đời.
Năm 1883 là một năm đáng nhớ của Albéniz. Sau chuyến đi lưu diễn Nam Mỹ, ông gặp Felipe Pedrell. Pedrell đã cho rằng một nhà soạn nhạc tây Ban Nha nên sáng tác nhạc Tây Ban Nha. Tư tưởng này đã tác động rất nhiều đến Albéniz bởi bấy lâu nay nhà soạn nhạc trẻ tuổi sáng tác nhạc theo phong cách châu Âu. Một sự kiện nữa cũng đến với Albéniz trong năm này đó là ông cưới Rosita Jordana.
Năm 1885, hai vợ chồng Albéniz đến Madrid. Tại thủ đô Tây Ban Nha, Albéniz nhanh chóng nổi tiếng là một nghệ sĩ piano và một nhà sư phạm tài năng. Phong cách âm nhạc của ông còn được so sáng với phong cách của Liszt và Anton Rubinstein. Cũng tại đây, những tác phẩm được viết bởi Albéniz được xuất bản bởi Benito Zozaya và Antonio Romero.

### Khi trưởng thành
Sự nghiệp của Albéniz tiếp tục đón nhận những thành công trong các năm 1889-1892. Trong các năm đó, ông biểu diễn tại Anh, Đức, Pháp, Bỉ và Ý. Thành công nhât là ở Luân Đôn khi ông biểu diễn độc tấu vào ngày 12 tháng 6 năm 1889. Thành công của buổi biểu diễn hôm đó được một bài phê bình đề cập đến. Một tờ nhật báo đã viết vào ngày hôm sau như thế nàyː
| “ | Tây Ban Nha đang gởi tới những nghệ sĩ xuất sắc nhất của mình, và trong khi ngài Sarasate còn ngự trên đỉnh cao nhất trong số những nghệ sĩ violin của chúng ta trong suốt thời gian lưu lại tạm thời ở đất nước này, thì thật thích hợp là đất nước của ông nên được biểu trưng bằng một nhánh nghệ thuật hiện hành khác, bởi một nghệ sĩ piano tài năng khác thường. Tại buổi độc tấu của Albéniz ở Prince’s Hall chiều hôm qua, những người tài tử đã nhận ra sự hiện diện của một nghệ sĩ biểu diễn; người dù ở giữa nhiều tranh đua kịch liệt, cũng đã thu hút được sự chú ý bằng tài năng và sự khổ luyện của mình. Albéniz đã giữ vị trí nghệ sĩ piano của nữ hoàng Tây Ban Nha. Tất cả những điều này trở nên rõ ràng khi chúng ta lắng nghe Albéniz. Không gì vượt qua được sự khéo léo, chính xác và năng khiếu của Albéniz được thể hiện qua những tác phẩm chọn từ Scarlatti và những tác giả khác mà không đòi hỏi "bão táp và căng thẳng". Trong những khoảnh khắc mãnh liệt, Albéniz đôi khi thể hiện được chiều sâu của mình và những lúng túng sau một kiểu cách được làm quen tuyệt vời bằng kinh nghiệm lâu năm. Nghệ sĩ của chúng ta đã thể hiện Sonata "Ánh trăng" của Beethoven và tác phẩm của Chopin ở cùng giọng Si giáng thứ, có thêm vào các trích đoạn của Mayer, Liszt, Brassin (một trong những giáo viên piano của ông ở Nhạc viện Brussels) và của chính ông. Tài năng của ông thể hiện rõ khi biểu diễn Forest Murmurs của Liszt và các tác phẩm tương đối nhỏ ở thể loại tương đồng. Dù sao đi nữa, những gì đã được thể hiện đều tuyệt vời. Đó là tất cả cần cho một nghệ sĩ dương cầm.Albéniz được hoan hô nhiệt liệt hầu như sau mọi tiết mục trong chương trình biểu diễn dài của mình | ” |

Nhưng không phải buổi biểu diễn nào cũng ấn tượng như thế. Lúc đó, Ở Luân Đôn, có rất nhiều nghệ sĩ piano tài năng như Ignacy Jan Paderewski, Vladimir de Pachmann, Sophie Mentor, Teresa Carreño và Arthur Friedheim. Việc có nhiều nghệ sĩ piano như thế đã khiến thành công của Albéniz ngày càng bị thu hẹp.
Ngoài biểu diễn, trong khoảng thời gian trên, Albéniz cũng sáng tác nhiều tác phẩm thuộc nhiều thể loại khác nhau.
Năm 1890, Albéniz cộng tác với Henry Lowenfeld cả biểu diễn và sáng tác. Vì công việc, cả gia đình nhà soạn nhạc người Tây Ban Nha phải chuyển đến thủ đô nước Anh để sinh sống. Nhờ Lowenfield, Albéniz có cơ hội tiếp xúc công việc trong nhà hát. Đầu tiên là Nhà hát Lyric, sau đó là Thân vương xứ Wales. Chính những tiếp xúc như vậy đã khiến Albéniz có những sáng tác nhạc kịch. Tiêu biểu vở Chiếc kính trắng đục thần kỳ.
Sau khi Lowenfield không còn hợp tác với Albéniz nữa, ông chủ ngân hàng Francis Money-Coutts đã nhanh chóng thay thế. Khả năng tài chính của ông chủ này giúp cho Albéniz có thể sống đến hết cuộc đời. Lại vì công việc, nhà soạn nhạc Tây Ban Nha một lần nữa lại chuyển chỗ ở từ Luân Đôn sang Paris. Trong khoảng thời gian sống tại thủ đô nước Pháp, Albéniz có cơ hội gặp gỡ nhiều nhà soạn nhạc nổi tiếng của thành phố. Thường hay đến nhà của Ernest Chausson, ông có cơ hội gặp những Gabriel Fauré, Paul Dukas, Vincent d'Indy và Charles Bordes. Nhờ d'Indy và Bordes, ông có cơ hội tiếp xúc với Schola Cantorum. Nơi đây ông đã dạy những khóa piano cao cấp trong các năm 1897 và 1898. Lúc này, Albéniz nhận ra hạn chế của mình trong các tác phẩm trước đây. Ông thiếu sự tinh tế. Đáng lẽ ra ông phải thử, đáng lẽ ra ông cần có tham vọng âm nhạc lớn hơn. Không còn biểu diễn nhiều như trước, Albéniz tập trung vào sáng tác. Mối hợp tác với ông chủ ngân hàng kia kéo dài gần 10 năm, kết thúc vào năm 1905.

### Cuối đời
Sau năm 1900, Albéniz mắc chứng rối loạn tâm trí. Ông không thể hoàn thành nhiều sáng tác, thậm chí còn chẳng nhớ được những gì mà ông đã chơi. Chỉ khi Coutts bỏ dở việc sáng tác thơ, ông mới có thể trở lại piano và công việc sáng tác của bản thân.
Tháng 3 năm 1909, gia đình Albéniz đã chuyển từ Nice (họ bắt đầu sống ở đó từ 1903) đến Cambo-les-Bains. Nhà soạn nhạc Tây Ban Nha qua đời vào ngày 18 tháng 5 năm 1909. Thi hài của ông được đưa về Barcelona. 

## Tính cách
Albéniz được người ta nhớ đến như một người tốt bụng và hài hước.

## Danh mục tác phẩm
Vì phần lớn tác phẩm của Albéniz bị thất lạc và bởi việc đánh số opus giữa chính ông với các nhà xuất bản không giống nhau nên việc kiểm nghiệm thời gian ra đời và thứ tự các tác phẩm của ông là rất khó.

### Opera
- The Magic Opal
- Henry Clifford
- Pepita Jiménez
- Merlin
- Lancelot (unfinished; 1st act complete)

### Zarzuela
- Cuanto más viejo. Lost music.
- Catalanes de Gracia. Lost music.
- El canto de salvación''. Lost music.
- San Antonio de la Florida.
- La real hembra.

### Tác phẩm cho piano
- Tres suites antiguas (Three ancient suites) (1885–1886).
- Chants d'Espagne, Op. 232
- Suite española, Op. 47 (Spanish suite). With 8 pieces: Granada, Cataluña, Sevilla, Cádiz, Asturias, Aragón, Castilla and Cuba.
- Suite española, Op. 97. 4 pieces: Zaragoza, Sevilla, Cadix-gaditana, and Zambra granadina (1883–88) (1889).
- España, Op. 165. 6 pieces: Preludio, Tango, Malagueña, Serenata, Capricho Catalán and Zortzico (1890).
- Doce piezas características (Twelve characteristic pieces) (1888).
- Recuerdos de viaje (Travel memories), Op. 71. 7 pieces: En el mar, Leyenda, Alborada, En la Alhambra, Puerta de Tierra, Rumores de la caleta, En la playa (1886–1887).
- Iberia. Suite for piano with 12 pieces in 4 books ("quaderns"):
  - 1º quadern: Evocación, El Puerto, El Corpus Christi en Sevilla.
  - 2º quadern: Rondeña, Almería, Triana.
  - 3º quadern: El Albaicín, El Polo, Lavapiés.
  - 4º quadern: Málaga, Jérez, Eritaña.
- La Vega.
- Navarra, finished by his pupil Déodat de Séverac.
- Azulejos, unfinished: finished by Enrique Granados
- Rapsodia española (Spanish Rhapsody) (1887)
- Tango in G minor (1890)

### Khác
- Cristo, oratorio.
- hai concertos for piano and orchestra: Concerto Fantastico, 1st, 1885–1887; 2nd concerto (1892), unfinished.
- Rapsodia española (Spanish Rhapsody), for piano and orchestra (1887).
- Catalonia, symphonic poem (1899).

### Bài viết
- En torno a Isaac Albéniz y su "Iberia" by Antonio Iglesias, Antonio Fernández-Cid (ref)

## Trang nhạc
- Facsimiles (La Biblioteca Virtual Miguel de Cervantes)
- Bản nhạc miễn phí bởi Isaac Albéniz tại Dự án Thư viện Bản nhạc Quốc tế (IMSLP)
- Tango, arranged by Mischa Elman for violin and piano (from the Sibley Music Library Digital Scores Collection)

### Ảnh
- Photos (Gallica)

### Bản thu Isaac Albéniz
- Improvisación nº 1 Lưu trữ ngày 15 tháng 4 năm 2003 tại Wayback Machine, Improvisación nº 2, Improvisación nº 3 Lưu trữ ngày 15 tháng 4 năm 2003 tại Wayback Machine (ref Lưu trữ ngày 12 tháng 5 năm 2018 tại Wayback Machine – La Biblioteca Virtual Miguel de Cervantes)
- L'escola pianística catalana (Enregistraments històrics) (la mà de guido, LMG3060 Lưu trữ ngày 17 tháng 10 năm 2008 tại Wayback Machine)
- The Catalan Piano Tradition (VAI Audio, 1001) OCLC 36488795, 4914327
- Rollos de Pianola (Obras de Albéniz, Granados, Turina, Ocón, Chapí, Alonso y Otros) (Almaviva, DS – 0141) ASIN B000GI34D6